# Риго Янчи (торт)
Риго Янчи (венг. rigójancsi) — традиционный венгерский шоколадный торт, бисквит с шоколадным кремом и повидлом. Был назван в честь Янчи Риго (1858—1927), известного венгерского цыганского скрипача, быстро приобрел популярность в Австро-Венгрии и Италии.

## История

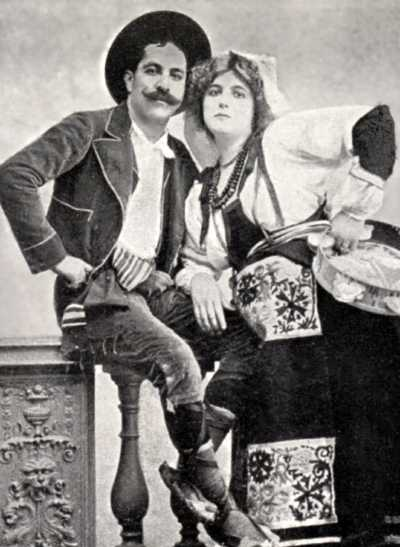
Клара Уорд и её второй муж Риго Янчи на немецкой открытке. 1905

Клара Уорд, принцесса де Караман-Шиме, дочь детройтского миллионера, и Янчи познакомились в 1896 году, в то время как Риго Янчи играл на скрипке в парижском ресторане, где Клара ужинала со своим мужем, бельгийским принцем Жозефом. После серии тайных встреч Уорд и Риго сбежали в декабре 1896 года. Между 1896 и 1898 годами в газетах много писали о свадьбе скрипача с бельгийской принцессой.
Источники не сходятся во мнении о происхождении торта. Некоторые утверждают, что Риго создал его вместе с другом-кондитером, чтобы удивить Клару. Влюблённые часто останавливались в Будапеште в отеле Nemzeti Szálló, который до сих пор стоит на площади Blaha Lujza tér. Именно там Риго, как полагают, изобрел свой кондитерский шедевр.
Другие утверждают, что Риго Янчи принес эту выпечку Кларе в парижском кафе, а кондитер назвал её впоследствии Риго Янчи.
19 января 1897 года Уорд развелась с принцем Жозефом, и пара поженилась, вероятно, в Венгрии. По некоторым сведениям, вскоре они переехали в Египет, где Клара научила Риго Янчи читать и писать. Идиллия продлилась недолго, Риго ей изменил. Они развелись, Уорд вскоре снова вышла замуж за итальянца Пеппино Риккардо, по имеющимся данным, официанта, которого она встретила в поезде.

## Торт
Торт состоит из двух слоев шоколадно-бисквитного торта. Шоколадные бисквитные коржи сделаны из взбитых яичных белков, расплавленного шоколада, масла, сахара, муки и взбитых яичных желтков. Между двумя слоями шоколадного бисквита находится толстый слой насыщенной шоколадно-кремовой начинки и тонкий слой абрикосового джема или повидла. Встречаются рецепты с белым кремом из взбитых сливок. Начинка может включать немного темного рома и / или ванили. Торт покрыт шоколадной глазурью из чёрного шоколада. Перед подачей его охлаждают и нарезают на небольшие кусочки..